# Лес Вілсон (хокеїст на траві)
Лес Вілсон (англ. Les Wilson, 14 лютого 1952) — новозеландський хокеїст на траві.
Олімпійський чемпіон 1976 року.